# Савостьяново (Московская область)
Савостьяново — деревня в Орехово-Зуевском муниципальном районе Московской области. Входит в состав сельского поселения Горское. Население — 432 чел. (2010).

## География
Деревня Савостьяново расположена в северной части Орехово-Зуевского района, примерно в 8 км к юго-западу от города Орехово-Зуево. Высота над уровнем моря 123 м. В деревне 5 улиц. Ближайший населённый пункт — город Дрезна.

## История
Первое упоминание о деревне Савостьяново - в писцовой книге Т. Хлопова 1584-1586 года. Известно, что в середине XVIII века - Савостьяново в приходе Храма Рождества Богородицы на погосте Уполозы (Саурово). С 1795 года деревня Савостьяново в приходе древнейшей церкви с поэтичным названием «Параскевиевская, что у речки Березовки». По исповедным ведомостям 1790 года деревня относилась к Богородской округе экономической Вохонской волости. В 1811 году деревня Савостьяново входит в Запонорскую волость Московской губернии.
В 1926 году деревня являлась центром Савостьяновского сельсовета Теренинской волости Орехово-Зуевского уезда Московской губернии.
С 1929 года — населённый пункт в составе Орехово-Зуевского района Орехово-Зуевского округа Московской области, с 1930-го, в связи с упразднением округа, — в составе Орехово-Зуевского района Московской области.
До муниципальной реформы 2006 года Савостьяново входило в состав Горского сельского округа Орехово-Зуевского района.

## Население
В 1926 году в деревне проживало 1033 человека (492 мужчины, 541 женщина), насчитывалось 258 хозяйств, из которых 169 было крестьянских. По переписи 2002 года — 383 человека (168 мужчин, 215 женщин).
| 1926 | 2002 | 2006 | 2010 |
| ---- | ---- | ---- | ---- |
| 1033 | ↘383 | ↘361 | ↗432 |